# Anatoli Arkadjewitsch Michailow
Anatoli Arkadjewitsch Michailow (russisch Анатолий Аркадьевич Михайлов, engl. Transkription Anatoliy Mikhaylov; * 14. September 1936 in Leningrad, heute Sankt Petersburg; † 13. Juni 2022 ebenda) war ein sowjetischer Leichtathlet. Bei einer Körpergröße von 1,83 m betrug sein Wettkampfgewicht 79 kg.
Anatoli Michailow wurde von 1957 bis 1966 zehnmal in Folge sowjetischer Meister im 110-Meter-Hürdenlauf.
Bei den Olympischen Spielen 1956 in Melbourne schied Michailow im Vorlauf aus. Bei den Europameisterschaften 1958 in Stockholm gewann er in 14,4 s die Bronzemedaille hinter dem mit Europarekord siegenden Deutschen Martin Lauer in 13,7 s und dem Jugoslawen Stanko Lorger in 14,1 s. 1960 in Rom bei den Olympischen Spielen lief er im Viertelfinale mit 13,9 s die zweitschnellste Zeit hinter dem US-Amerikaner Willie May. Im Halbfinale stürzte Michailow und schied aus.
Seinen größten internationalen Erfolg feierte Michailow bei den Europameisterschaften 1962 in Belgrad. Mit neuem sowjetischen Rekord von 13,8 s gewann er den Titel vor dem Italiener Giovanni Cornacchia in 14,0 Sekunden. Zwei Jahre später bei den Olympischen Spielen 1964 in Tokio lief Michailow im Finale erneut 13,7 s (elektronisch gestoppt wurden 13,78 s), was seine schnellste Zeit bleiben sollte. Mit dieser Zeit gewann er Bronze hinter den beiden US-Amerikanern Hayes Jones in 13,67 s und Blaine Lindgren in 13,74 s.
Bei den Europameisterschaften 1966 in Budapest wurde Michailow in 14,1 s Vierter. Bei den Europäischen Hallenspielen 1967 in Prag gewann der italienische Europameister von Budapest Eddy Ottoz den 50-Meter-Hürdenlauf in 6,4 s. In 6,7 s belegte Michailow den dritten Platz hinter seinem Landsmann Walentin Tschistjakow.